# Emma Ferguson
Emma Ferguson is een Brits actrice.

## Werkzaamheden
Ze was te zien in verschillende televisiereclames (vooral voor haarverzorgingsproducten) en speelde in enkele programma's, waaronder Doctors, Mile High en The Bill. Ze leende haar stem aan het personage Jessica in de Engelse versie van het PlayStation 2 spel Dragon Quest VIII.

## Privéleven
Ferguson is sinds 8 november 2009 getrouwd met Take That bandlid Mark Owen. Samen met hem heeft ze één zoon en twee dochters.

## Filmografie
- 2000 - Doctors - Angela Ramsden
- 2003 - Mile High - Emma Coyle
- 2003 - The Bill - Kim Bradley en zuster
- 2003 - The Brides in the Bath - Alice Burnham
- 2004 - North & South - Edith Shaw Lennox